# Compactena
Compactena is een geslacht van vlinders van de familie slakrupsvlinders (Limacodidae).

## Soorten
- C. hilda (Druce, 1887)
- C. secta (Strand, 1913)